# 龙溪四轮香
龙溪四轮香（学名：Hanceola mairei）为唇形科四轮香属下的一个种。

## 扩展阅读
- 維基物種上的相關：龙溪四轮香